# Le Premier Cri (film, 1963)
Pour les articles homonymes, voir Le Premier Cri.
Pour plus de détails, voir Fiche technique et Distribution.
Le Premier Cri (Křik) est un film tchécoslovaque réalisé par Jaromil Jireš et sorti en 1964.

## Fiche technique
- Titre original : Křik
- Réalisation :  Jaromil Jireš
- Scénario : Ludvík Aškenazy (en), Jaromil Jireš
- Production : Jan Procházka, Erich Svabík
- Société de production : Filmové studio Barrandov
- Musique : Jan Klusák
- Directeur de la photographie : Jaroslav Kučera
- Montage : Jiřina Lukešová
- Pays d'origine :  Tchécoslovaquie
- Durée : 80 minutes
- Format : Noir et blanc - 1,37:1 - Mono
- Dates de sortie : 
  -  Tchécoslovaquie : 14 février 1964
  -  France :
    - 4 octobre 1967
    - Festival de Cannes : 1964[1]
    - Festival La Rochelle Cinéma : 1999[2]

## Distribution
- Eva Límanová : Ivana
- Josef Abrhám : Slavek
- Eva Kopecká : l'institutrice
- Jiří Kvapil : le médecin
- Slávka Procházková
- Hana Talpová (cs)

## Analyses
- « Au départ, il s'agissait de trois contes mais le thème en est resté le même et l'angoisse de la troisième guerre mondiale était à l'arrière-plan. La question étant de savoir si l'on pouvait mettre un enfant au monde dans cet état des choses. » Jaromil Jireš[3]
- « Lyrique, précieux, Le Premier Cri témoigne d'une vision résolument non conformiste des individus et de la société d'aujourd'hui : il traduit de manière hardie (et convaincante) le bouillonnement des souvenirs, des préoccupations et des angoisses d'un jeune couple, le jour de la naissance d'un premier enfant. » : Dictionnaire du cinéma[4]

## Récompenses
- 1966 : Journées cinématographiques de Carthage, Tanit d'argent